# Callitrichia
Callitrichia Fage, 1936 è un genere di ragni appartenente alla famiglia Linyphiidae.

## Distribuzione
Delle ventiquattro specie oggi attribuite a questo genere, ben 23 sono state rinvenute in Africa: circa 12 sono endemiche della Tanzania, 3 del Kenya, 2 dell'Angola e 1 dell'Uganda; un'unica specie, la C. formosana, è piuttosto diffusa nell'areale che va dal Bangladesh al Giappone, in Asia orientale.

## Tassonomia

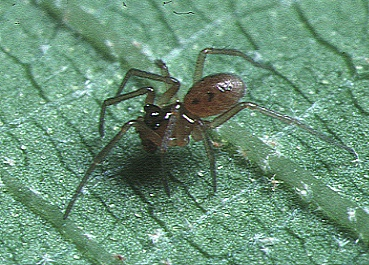
Callitrichia formosana, maschio

Questo genere è stato rimosso dalla sinonimia con Atypena Simon, 1894, da uno studio dell'aracnologo Scharff del 1990, contra un lavoro di Jocqué del 1983.
A maggio 2011, si compone di 24 specie:
- Callitrichia afromontana Scharff, 1990 — Tanzania
- Callitrichia aliena Holm, 1962 — Algeria, Camerun, Kenya
- Callitrichia cacuminata Holm, 1962 — Kenya, Uganda
- Callitrichia crinigera Scharff, 1990 — Tanzania
- Callitrichia formosana Oi, 1977 — dal Bangladesh al Giappone
- Callitrichia glabriceps Holm, 1962 — Kenya, Uganda
- Callitrichia hamifera Fage, 1936[3] — Kenya, Uganda
- Callitrichia inacuminata Bosmans, 1977 — Kenya
- Callitrichia incerta Miller, 1970 — Angola
- Callitrichia kenyae Fage, 1936 — Kenya
- Callitrichia marakweti Fage, 1936 — Kenya
- Callitrichia meruensis Holm, 1962 — Tanzania
- Callitrichia mira (Jocqué & Scharff, 1986) — Tanzania
- Callitrichia monticola (Tullgren, 1910) — Tanzania
- Callitrichia obtusifrons Miller, 1970 — Angola
- Callitrichia paludicola Holm, 1962 — Tanzania
- Callitrichia pileata (Jocqué & Scharff, 1986) — Tanzania
- Callitrichia pilosa (Jocqué & Scharff, 1986) — Tanzania
- Callitrichia ruwenzoriensis Holm, 1962 — Uganda
- Callitrichia sellafrontis Scharff, 1990 — Tanzania
- Callitrichia silvatica Holm, 1962 — Kenya, Uganda, Malawi
- Callitrichia simplex (Jocqué & Scharff, 1986) — Tanzania
- Callitrichia taeniata Holm, 1968 — Tanzania
- Callitrichia turrita Holm, 1962 — Tanzania

### Sinonimi
- Callitrichia digitata (Holm, 1962); questi esemplari, trasferiti qui dall'ex-genere Toschia, sono stati riconosciuti in sinonimia con C. aliena Holm, 1962, a seguito di un lavoro di Bosmans del 1985 sul genere Oedothorax[1].
- Callitrichia kenyae alticola Holm, 1962; non è stato riconosciuto lo status di sottospecie per questi esemplari a seguito di un lavoro di Bosmans del 1977, che ne ha convalidato la sinonimia con C. kenyae (Fage, 1936)[1].
- Callitrichia kenyae corniculata Holm, 1962; non è stato riconosciuto lo status di sottospecie per questi esemplari a seguito di un lavoro di Bosmans del 1977, che ne ha convalidato la sinonimia con C. kenyae (Fage, 1936)[1].
- Callitrichia kenyae extenuata Holm, 1962; non è stato riconosciuto lo status di sottospecie per questi esemplari a seguito di un lavoro di Bosmans del 1977, che ne ha convalidato la sinonimia con C. kenyae (Fage, 1936)[1].